# كندورة

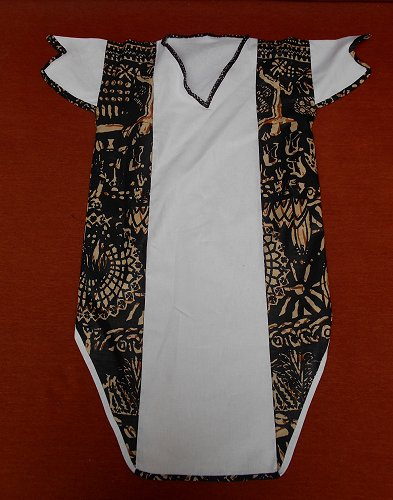
قندورة غلالة الجزائرية

كندورة وتُكتب أيضًا گندورة أو قندورة، ثوب خفيف ينسج من الصوف أو القطن مع أو من دون أكمام. عادةً ما تُنسج الكندورة بخطوط ملوّنة زاهية ويُمكن أن تُنسج ببساطةٍ من خطوط بيضاء فحسب. تَنتشر الكندورة بشكلٍ أساسي في دول الشرق الأوسط وشمال افريقيا خصوصا في الجزائر و التي يطلقون عليها اسم القندورة gandoura  و هي مصنفة في اليونسكو من ضمن الازياء التقليدية لهذه الدولة . و انتقلت هاته الحضارة الى دول الجوار ايضا مثل المغرب و موريتانيا  و تختلف اختلافات طفيفة بين كلّ منطقة وأخرى.

## معرض صور

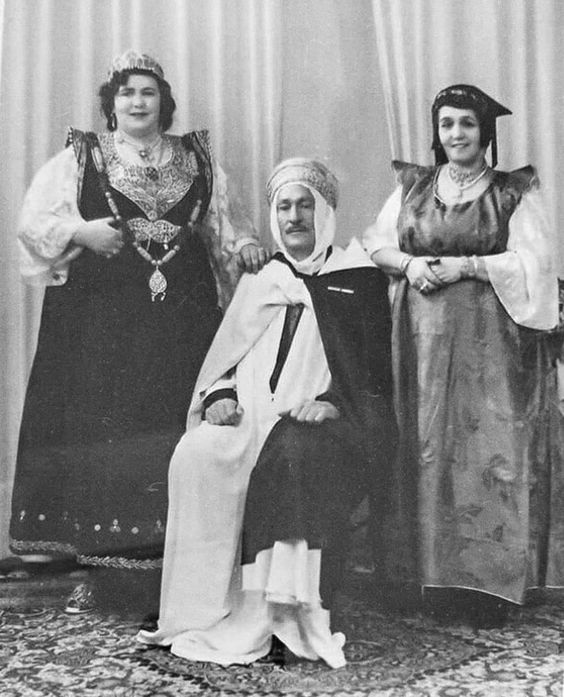
قندورة قسنطينية 1930.
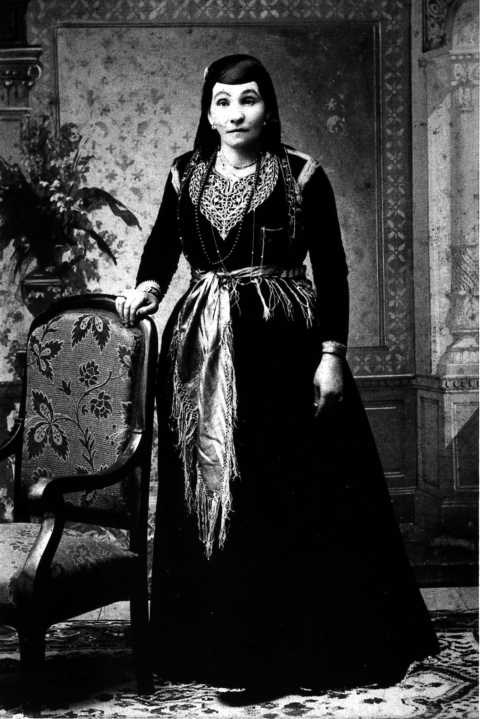
قندورة يهود قسنطينة
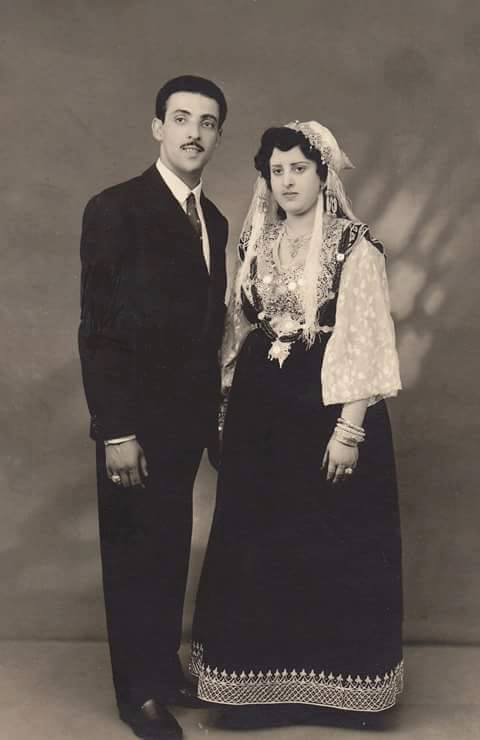
قندورة عنابة.
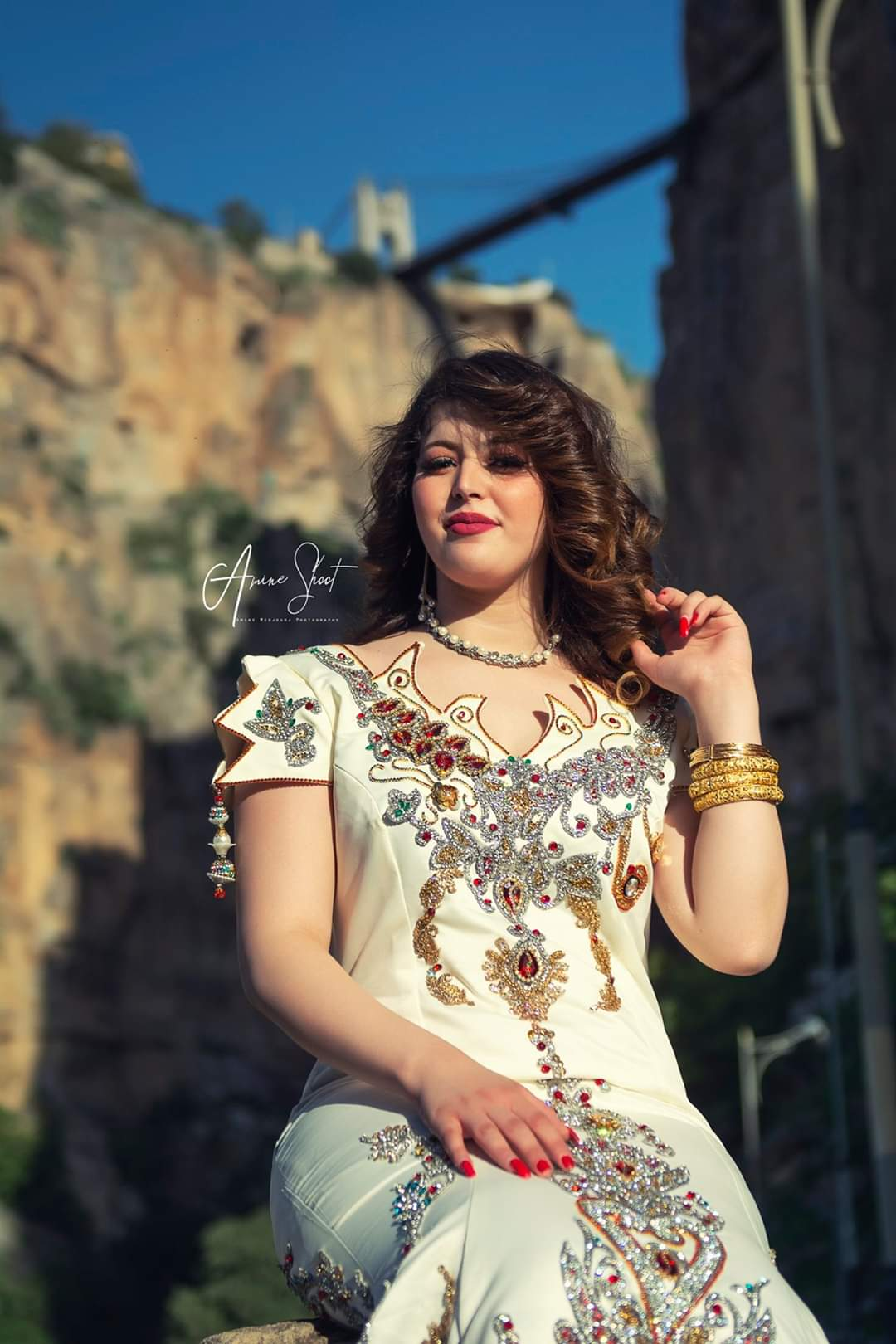
فتاة تلبس قندورة تقليدية.
قندورة النيجر - يناير 2005.
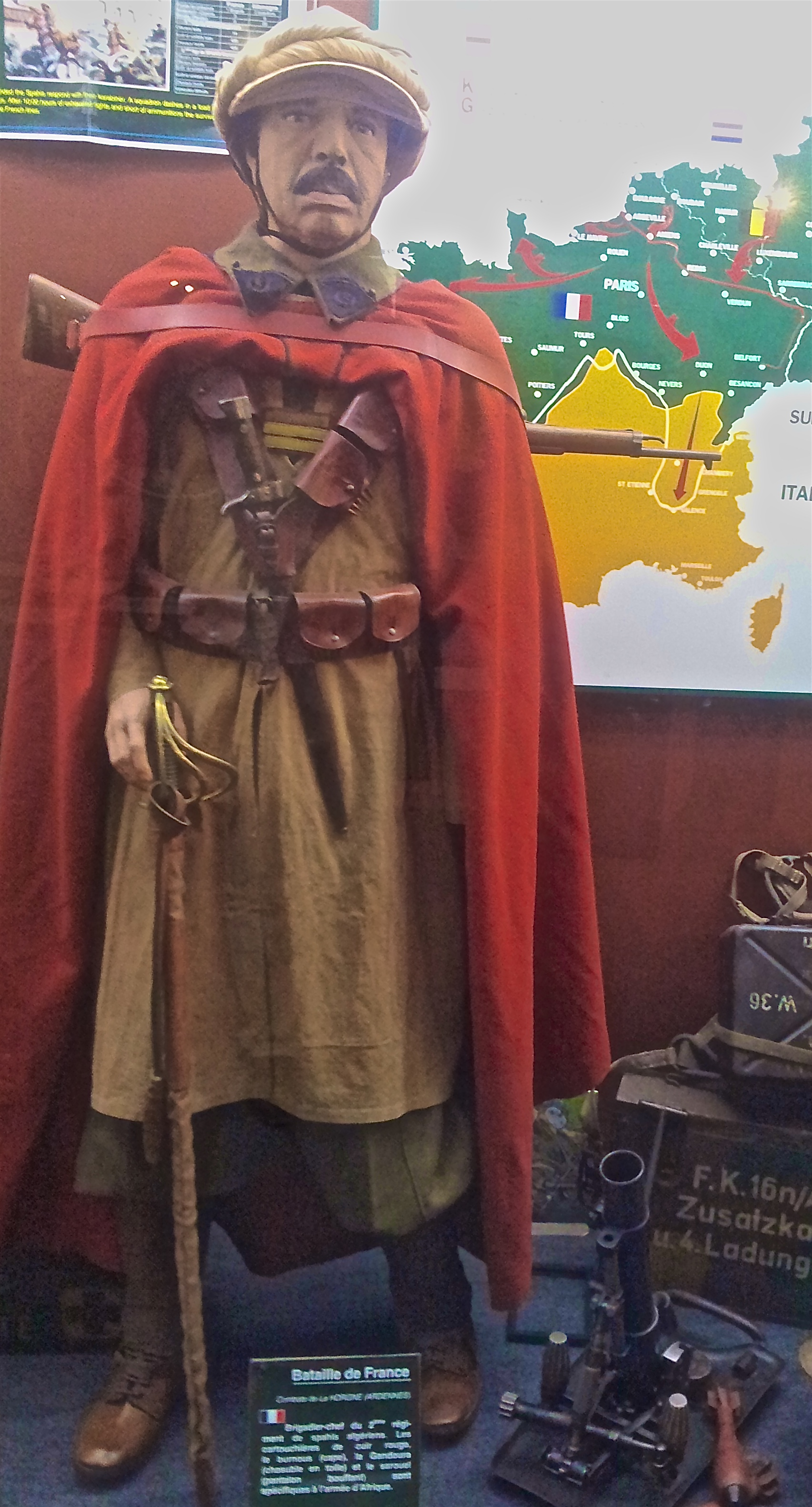
فوج الصباحية الجزائري الثاني (1940).